# Museo laboratorio della mente
Il Museo laboratorio della mente, noto semplicemente come Museo della mente, è un museo storico e artistico dell'azienda sanitaria locale (ASL) Roma 1 ospitato presso il sesto padiglione del complesso Santa Maria della Pietà di Roma e parte dell'Organizzazione museale regionale della Regione Lazio.
Il museo racconta la storia dell'ospedale psichiatrico attraverso un percorso narrativo immersivo che spinge ad una riflessione sul rapporto tra salute e malattia, sull'alterità oltre che sull'inclusione sociale e sulle politiche di cura in ambito psichiatrico. L'istituzione museale comprende anche la Biblioteca scientifica Alberto Cencelli e l'archivio storico dell'ex Ospedale psichiatrico Santa Maria della Pietà.
La struttura è chiusa dal 2022 per consentire lavori di ristrutturazione e ampliamento della sede espositiva, la cui conclusione è prevista per l'estate 2025.

## Storia
Il museo è stato inaugurato nel 2000, dopo la chiusura definitiva dell'ospedale psichiatrico Santa Maria della Pietà.
Nel 2008 è stato inaugurato un nuovo allestimento realizzato in collaborazione col collettivo di artisti Studio Azzurro, che ha inoltre vinto il Premio ICOM Italia come "Museo dell'anno per l'innovazione e l'attrattività nei rapporti con il pubblico".